# Museo de la Siderurgia y la Minería de Castilla y León
El Museo de la siderurgia y la minería de Castilla y León (también denominado MSM) es un museo situado en Sabero (León) perteneciente a la comunidad autónoma de Castilla y León, España. Fue inaugurado el día 3 de julio de 2008 por el presidente de la Junta de Castilla y León, Juan Vicente Herrera Campo.
Este museo forma parte de la red de museos regionales de Castilla y León, junto con los museos etnográfico en Zamora, de arte contemporáneo, en León, y de la evolución humana en Burgos.
En este lugar se encuentran 2 de las locomotoras de vapor del Ferrocarril Minero De Hulleras De Sabero y Anexas S.A., una es la El Esla y otra la Vega Mediana,ejemplares únicos.

## El edificio y su entorno
Está ubicado en Sabero, en el edificio neogótico de la Ferrería de San Blas, posteriormente denominado «plaza cerrada». Este edificio, junto con los restos del alto horno, fue declarado Bien de Interés Cultural (BIC) el 26 de diciembre de 1991 (otra parte del patrimonio minero está en proceso de protección).
En la construcción del complejo siderúrgico de San Blas se aplicó la tecnología más avanzada del momento y se integró un alto horno de coque y una ferrería, nave destinada a taller de forja y laminación.
Fuertes contratiempos económicos y políticos provocaron el cierre de esta gran factoría al cabo de dieciséis años de funcionamiento. Este final inesperado condicionó la implantación de la minería del carbón como única forma de explotación industrial hasta el año 1991, cuando se cerraron todas las instalaciones mineras. La Ferrería de San Blas, al perder su función original, se utilizó para fines tan diversos como almacén, economato o polideportivo, convirtiéndose en un edificio referente de toda la vida social y cultural de Sabero.
El museo es el germen de un proyecto más amplio, actualmente en ejecución, que es la creación de un gran complejo museográfico-minero. Las instalaciones actuales cuentan con un espacio expositivo y un área destinada a la gestión interna e investigación. Además en los soportales de la Ferrería se mantiene en sus enclaves originales una reproducción de la farmacia y una recreación de la fonda minera.

## Exposición permanente

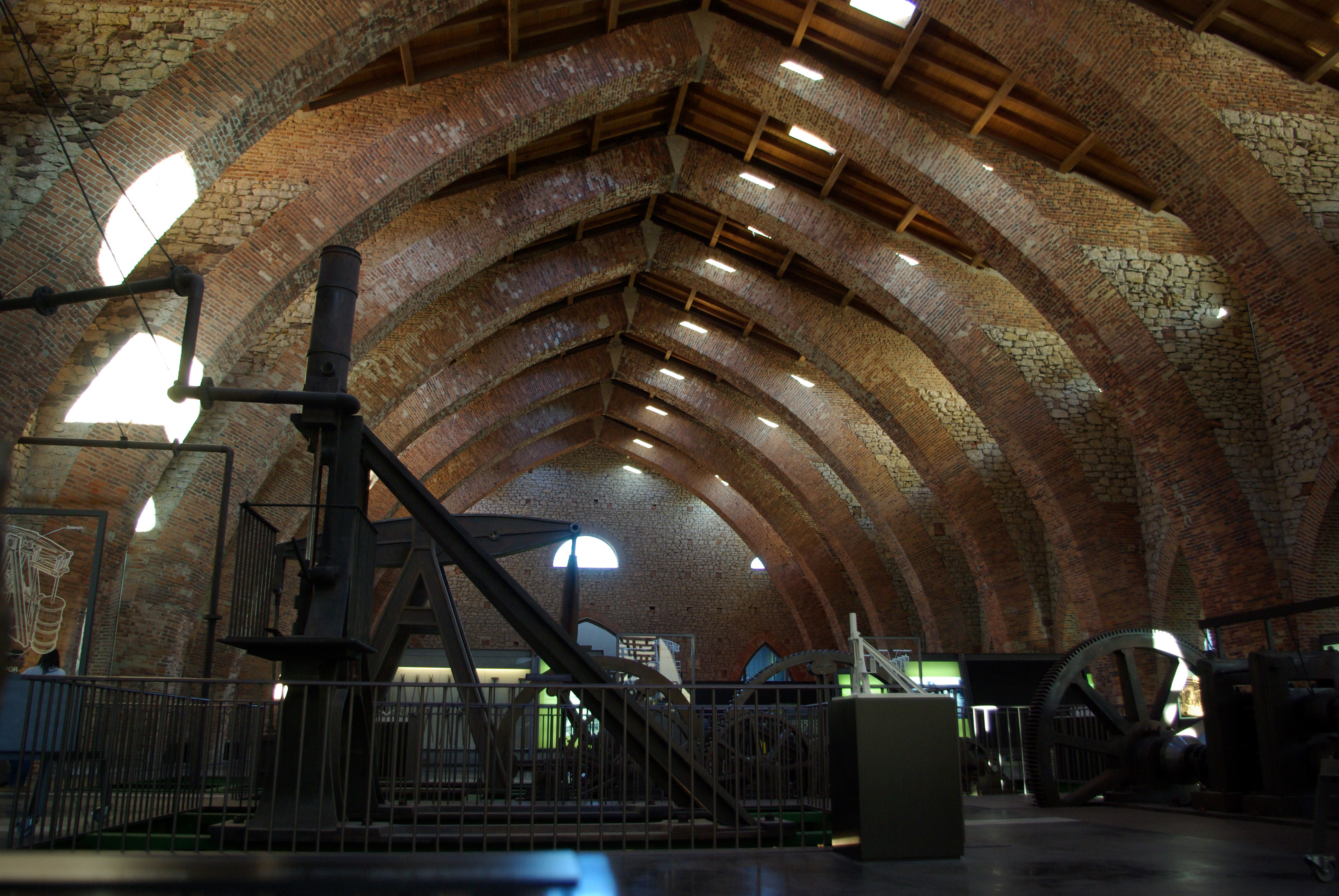
Interior de la antigua ferrería

- La nave neogótica de la Ferrería de San Blas. La construcción de la Ferrería se llevó a cabo entre 1846 y 1847, aproximadamente, por iniciativa de la «Sociedad Palentino-Leonesa de Minas». La ferrería, la primera en España en emplear coque, albergó las primeras máquinas de vapor de la provincia y otras grandes maquinarias importadas de Gran Bretaña: trenes de cilindro y laminación, martillo pilón y cizalla. La fábrica, que presenta una arquitectura singular de estilo neogótico, está construida en piedra y ladrillo, con una gran nave central totalmente diáfana, sin pilares, sustentada la cubierta por una sucesión de arcos diafragma. La Ferrería de San Blas y los restos del alto horno constituyen el único vestigio que queda en España de una instalación industrial de la época. En las últimas décadas se han realizado diversas actuaciones dirigidas a la rehabilitación y musealización de la ferrería, intentando realzar y respetar sus valores.

- El valle de Sabero en el pasado. En uno de los laterales se encuentra la exposición permanente que ilustra la presencia humana en el valle desde los asentamientos celtas de los siglos V a. C. al VI d. C. hasta el medievo, pasando por los romanos y visigodos.

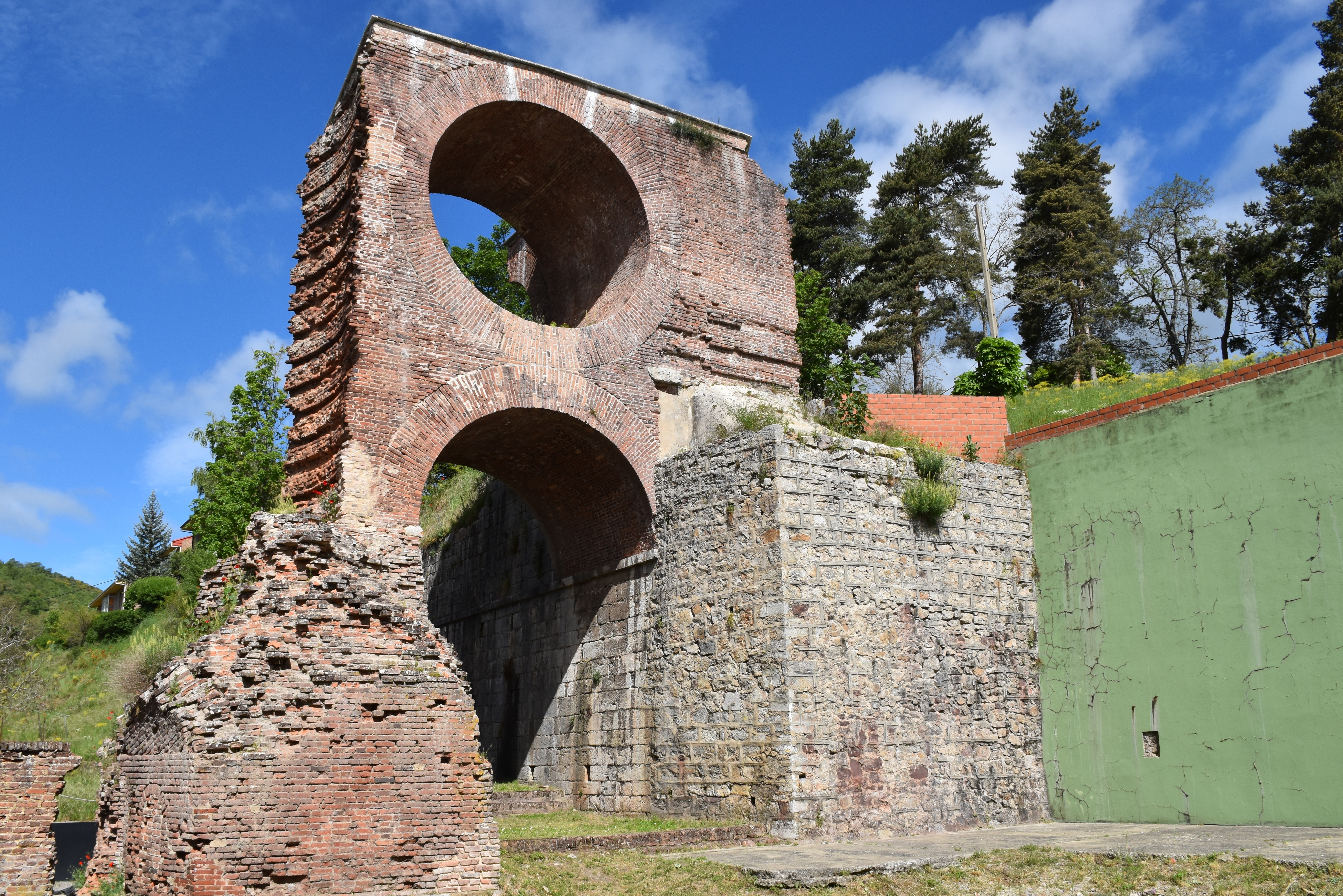
Restos de la Ferrería de San Blas

- Los altos hornos y la «Ferrería de San Blas». En la nave central se recoge la historia de la industria minero-siderúrgica de Sabero, desde las primeras décadas del siglo XIX, motivada por la llegada de los ingleses en 1830 que precisaban carbón para abastecer sus fábricas hasta los años de la Sociedad Palentino-Leonesa de Minas. Se intenta explicar el proceso completo de elaboración de hierro en altos hornos de coque, ayudado por una maqueta que representa todo el proceso, así como reproducciones de las máquinas originales de la Ferrería.

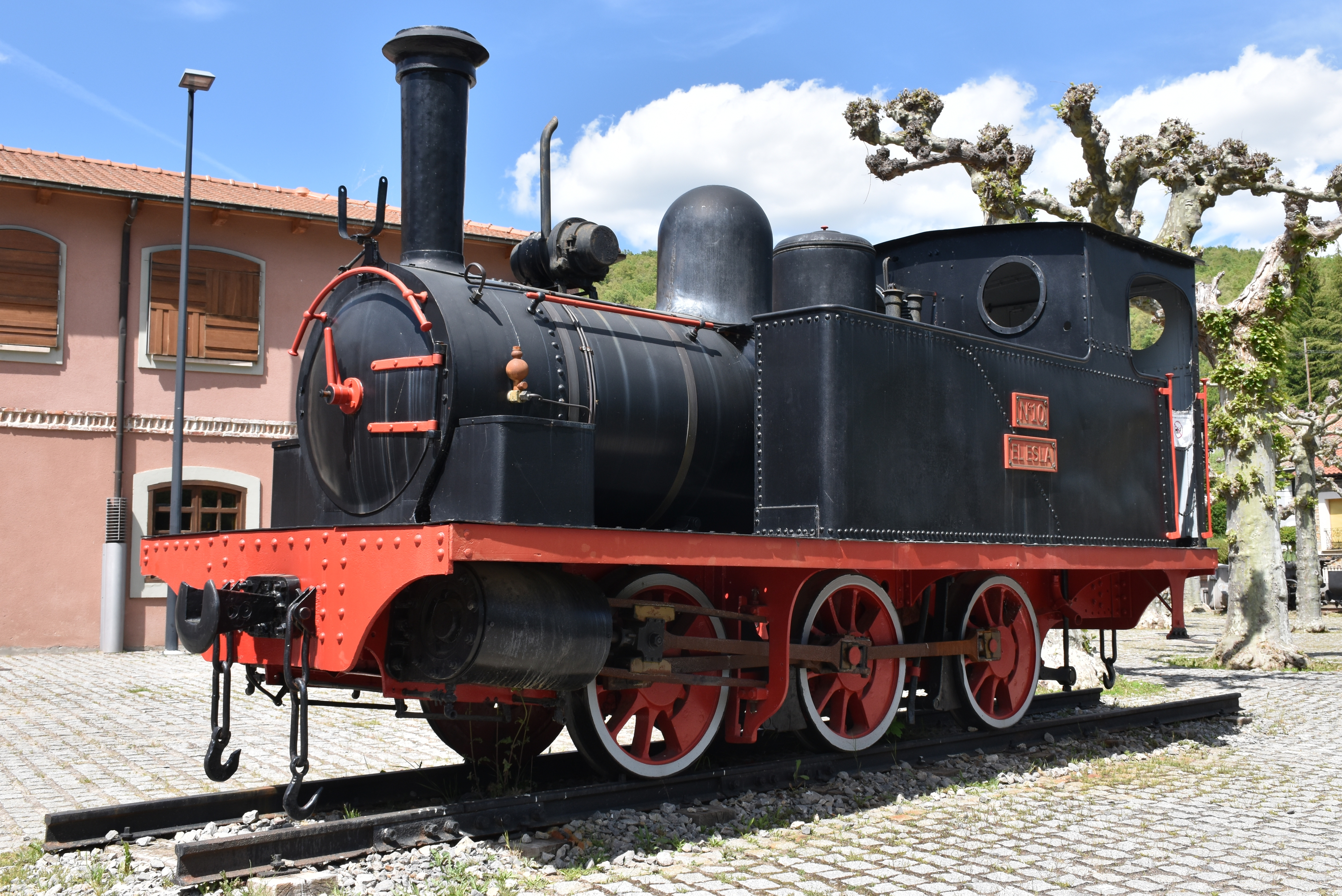
Locomotora n.º 10 El Esla

- Cuenca minera de Sabero. Aunque en el valle de Sabero la industria siderúrgica fracasó, la ferrería se cerró en 1866, subsistió la industria minera hasta 1991. En este tiempo hubo minas como «Sucesiva», el pozo vertical de 150 m de profundidad de «Herrera I» o «Herrera II», de 512 m de profundidad en Sotillos, que permaneció en activo hasta el cierre definitivo de la empresa. La aparición en 1899 del transporte por ferrocarril dentro del valle amplió las zonas de producción con la instalación de los lavaderos de Vegamediana. En esta área se exhiben una maqueta interactiva del valle de Sabero y de sus explotaciones mineras, y otra maqueta de la sección de una mina, analizándose una población minera desde un punto de vista económico, social y cultural, incidiendo en los avances técnicos.

## Exposiciones temporales y actividades paralelas
Con el programa «MUSEO + MUSEOS» se mantiene un contacto permanente con otros museos para el intercambio de información y experiencias y la realización de actividades conjuntas.
En el museo también se realizan proyecciones de documentales, ciclos de conferencias, presentaciones y lecturas de libros con posterior café-coloquio, actividades infantiles y juveniles (talleres de teatro y de cómics), cursos, seminarios, cine de verano al aire libre, circo y conciertos de música (clásica, celta, flamenco, pop, rock), habiendo actuado importantes cantantes y músicos de fama nacional e internacional como Pedro Guerra, Carlos Núñez, Raimundo Amador, Ara Malikian, Martirio, Café Quijano, Sole Giménez (excantante del grupo Presuntos Implicados), Ismael Serrano, David deMaría,Vega, Nando Agüeros, Manel Fuentes & The Spring's Team Band.